# Rucumilla (sous-marin chilien)
Pour les articles homonymes, voir Rucumilla.
Le Rucumilla est un sous-marin de classe H de la marine chilienne, commandé à l’origine par la Royal Navy britannique sous le nom de HMS H17, mais remis au Chili en 1917 sous le nom de H3.

## Conception
Le Rucumilla était un sous-marin à simple coque, avec une coque sous pression divisée en cinq compartiments étanches. Le sous-marin avait une longueur hors-tout de 45,9 m, une largeur de 4,8 m et un tirant d'eau de 3,8 m. Il avait un déplacement de 363 tonnes en surface, et de 434 t en immersion. Les sous-marins de classe H avaient un équipage de 22 officiers et hommes du rang.
Le sous-marin avait deux hélices, chacune d’entre elles étant entraînée par un moteur Diesel de 240 ch (180 kW) ainsi que par des moteurs électriques de 320 ch (239 kW). Cette propulsion donnait au Rucumilla une vitesse maximale de 13 nœuds (24 km/h) en surface et de 10,5 nœuds (19,4 km/h) en immersion. Il avait un rayon d'action de 1750 milles marins (3 240 km) à 7 nœuds (13 km/h) en surface et de 30 milles (56 km) à 5 nœuds (9,3 km/h) en immersion. Le bateau avait une capacité de 17,5 tonnes longues (17,8 t) de mazout.
Les sous-marins de classe H étaient armés de quatre tubes lance-torpilles de 18 pouces (457 mm) montés à l’avant, et emportaient huit torpilles.

## Engagements
Le sous-marin est un des bâtiments de classe H construits par le chantier naval Fore River de Quincy dans le Massachusetts. Il est lancé le 26 juillet 1915 sous le nom de HMS H17. Mais comme à l’époque les États-Unis étaient neutres, n’étant pas encore entrés dans la Première Guerre mondiale aux côtés des Alliés, le H17, ainsi que ses sister-ships H11, H12, H13, H14, H15, H16, H18, H19 et H20, ont tous été internés par le gouvernement fédéral des États-Unis. En conséquence, le H17 n’a jamais été mis en service dans la Royal Navy. Au lieu de cela, le H13, le H16, le H17, le H18, le H19 et le H20 ont été transférés à la marine chilienne en tant que compensation partielle pour l’incorporation dans la Royal Navy de deux dreadnoughts de 28 000 tonnes (les Almirante Latorre et Almirante Cochrane) commandés par le Chili. Initialement nommé H3 lors de sa remise au Chili en 1917, le sous-marin a été renommé Rucumilla en 1924.

### Accident d’entraînement
Le 2 juin 1919, le Rucumilla commença un exercice naval près de la base navale de Talcahuano, sous le commandement du capitán de corbeta Arístides Del Solar Morel. Alors qu’il commençait à s’immerger, une vanne pour le ventilateur des batteries a été laissée ouverte et a permis à l’eau d’inonder le bateau. Il a coulé à 9 h 45 sous le poids de l’eau, descendant jusqu’au fond marin à une profondeur de 16 mètres. Son escorteur, le Contreras, un destroyer de classe Viper, contacte immédiatement les autorités. La marine chilienne réagit en envoyant trois grues lourdes et d’autres navires pour l’opération de sauvetage.
Les batteries étaient noyées dans l’eau de mer et le chlore gazeux commençait à remplir le bateau, les courts-circuits provoquaient de petits incendies et le bateau était dans l’obscurité totale. Le capitaine Del Solar a conduit l’équipage jusqu’à la salle des torpilles avant, d’où il croyait que le sauvetage viendrait, et il a utilisé de l’air comprimé, en quantités prudentes, pour garder l’air presque respirable.
Une bouée de communication sous-marine a été lâchée par le Rucumilla, mais elle n’a pas été libérée en raison de l’inclinaison du sous-marin. Les plongeurs de la Marine ont pu libérer la bouée et des câbles plus lourds ont été attachés à la proue du bateau.
À 14 h, les plus grandes grues (180, 60 et 30 tonnes) ont été placées en position et, lentement, le Rucumilla et ses vingt-cinq survivants ont commencé à se soulever. Les câbles, alors qu’ils étaient soumis à une grande pression, ont tenu et à 17 h, sept heures après qu’il a eu coulé, la proue du Rucumilla a percé la surface.
L’enquête sur l’accident a révélé qu’une vanne, dont le type de filetage à gauche était rare, avait semé la confusion au sein de l’équipage.
L’opération fut un succès complet, permettant de récupérer les vingt-cinq hommes vivants, ainsi que le bateau.

### Mutinerie navale de 1931
Pendant la mutinerie, les officiers du Rucumilla tentent d’attaquer les navires des mutins. Près de l’île Quiriquina, le Rucumilla a été poursuivi par le remorqueur Colo Colo et a finalement été contraint de se retirer sur le fleuve Biobío.
Le Rucumilla a servi dans la marine chilienne jusqu’à ce qu’il soit radié en 1945.